# Giro di Sassonia 2004
Il Giro di Sassonia 2004, ventesima edizione della corsa, si svolse dal 21 al 25 luglio 2004 su un percorso di 879 km ripartiti in 6 tappe, con partenza e arrivo a Dresda. Fu vinto dal kazako Andrej Kašečkin della squadra Crédit Agricole davanti al ceco Tomas Konecny e all'austriaco Christian Pfannberger.

## Tappe
| Tappa  | Data      | Percorso                                      | km  | Vincitore di tappa | Leader cl. generale |
| ------ | --------- | --------------------------------------------- | --- | ------------------ | ------------------- |
| 1ª     | 21 luglio | Dresda > Zittau                               | 177 | Stephan Schreck    | Stephan Schreck     |
| 2ª     | 22 luglio | Löbau > Lipsia                                | 202 | Olaf Pollack       | Stephan Schreck     |
| 3ª     | 23 luglio | Lipsia > Klingenthal                          | 183 | Davide Rebellin    | Andrej Kašečkin     |
| 4ª     | 24 luglio | Rittersgrün > Fichtelberg (cron. individuale) | 23  | Davide Rebellin    | Andrej Kašečkin     |
| 5ª     | 24 luglio | Fichtelberg > Freital                         | 138 | Robert Hunter      | Andrej Kašečkin     |
| 6ª     | 25 luglio | Dresda > Dresda                               | 156 | Björn Schröder     | Andrej Kašečkin     |
| Totale | Totale    | Totale                                        | 879 |                    |                     |

## Dettagli delle tappe

### 1ª tappa
- 21 luglio: Dresda > Zittau – 177 km

| Pos. | Corridore       | Squadra         | Tempo    |
| ---- | --------------- | --------------- | -------- |
| 1    | Stephan Schreck | T-Mobile        | 3h57'41" |
| 2    | Andrej Kašečkin | Crédit Agricole | s.t.     |
| 3    | Tomas Konecny   | T-Mobile        | a 9"     |

| Pos. | Corridore       | Squadra         | Tempo    |
| ---- | --------------- | --------------- | -------- |
| 1    | Stephan Schreck | T-Mobile        | 3h57'31" |
| 2    | Andrej Kašečkin | Crédit Agricole | a 4"     |
| 3    | Tomas Konecny   | T-Mobile        | a 15"    |

### 2ª tappa
- 22 luglio: Löbau > Lipsia – 202 km

| Pos. | Corridore       | Squadra      | Tempo    |
| ---- | --------------- | ------------ | -------- |
| 1    | Olaf Pollack    | Gerolsteiner | 4h23'00" |
| 2    | Stefan van Dijk | Lotto-Domo   | s.t.     |
| 3    | Steven de Jongh | Rabobank     | s.t.     |

| Pos. | Corridore       | Squadra         | Tempo    |
| ---- | --------------- | --------------- | -------- |
| 1    | Stephan Schreck | T-Mobile        | 8h20'31" |
| 2    | Andrej Kašečkin | Crédit Agricole | a 4"     |
| 3    | Tomas Konecny   | T-Mobile        | a 15"    |

### 3ª tappa
- 23 luglio: Lipsia > Klingenthal – 183 km

| Pos. | Corridore        | Squadra         | Tempo    |
| ---- | ---------------- | --------------- | -------- |
| 1    | Davide Rebellin  | Gerolsteiner    | 4h43'10" |
| 2    | Lars Wackernagel | Wiesenhof       | a 20"    |
| 3    | Andrej Kašečkin  | Crédit Agricole | a 28"    |

| Pos. | Corridore             | Squadra         | Tempo     |
| ---- | --------------------- | --------------- | --------- |
| 1    | Andrej Kašečkin       | Crédit Agricole | 13h04'09" |
| 2    | Stephan Schreck       | T-Mobile        | a 35"     |
| 3    | Christian Pfannberger | eD'system       | a 52"     |

### 4ª tappa
- 24 luglio: Rittersgrün > Fichtelberg (cron. individuale) – 23 km

| Pos. | Corridore       | Squadra      | Tempo   |
| ---- | --------------- | ------------ | ------- |
| 1    | Davide Rebellin | Gerolsteiner | 42'45"  |
| 2    | Pieter Weening  | Rabobank     | a 1'11" |
| 3    | Tomas Konecny   | T-Mobile     | a 1'32" |

| Pos. | Corridore             | Squadra         | Tempo     |
| ---- | --------------------- | --------------- | --------- |
| 1    | Andrej Kašečkin       | Crédit Agricole | 13h49'13" |
| 2    | Tomas Konecny         | T-Mobile        | a 22"     |
| 3    | Christian Pfannberger | eD'system       | a 1'22"   |

### 5ª tappa
- 24 luglio: Fichtelberg > Freital – 138 km

| Pos. | Corridore         | Squadra      | Tempo    |
| ---- | ----------------- | ------------ | -------- |
| 1    | Robert Hunter     | Rabobank     | 2h50'56" |
| 2    | Stefan Schumacher | Lamonta      | s.t.     |
| 3    | Markus Zberg      | Gerolsteiner | s.t.     |

| Pos. | Corridore             | Squadra         | Tempo     |
| ---- | --------------------- | --------------- | --------- |
| 1    | Andrej Kašečkin       | Crédit Agricole | 16h47'44" |
| 2    | Tomas Konecny         | T-Mobile        | a 22"     |
| 3    | Christian Pfannberger | eD'system       | a 1'22"   |

### 6ª tappa
- 25 luglio: Dresda > Dresda – 156 km

| Pos. | Corridore       | Squadra   | Tempo    |
| ---- | --------------- | --------- | -------- |
| 1    | Björn Schröder  | Wiesenhof | 3h56'01" |
| 2    | Lubor Tesar     | eD'system | s.t.     |
| 3    | Peter Magyarosi | Lamonta   | s.t.     |

| Pos. | Corridore             | Squadra         | Tempo     |
| ---- | --------------------- | --------------- | --------- |
| 1    | Andrej Kašečkin       | Crédit Agricole | 20h46'30" |
| 2    | Tomas Konecny         | T-Mobile        | a 22"     |
| 3    | Christian Pfannberger | eD'system       | a 1'22"   |

## Classifiche finali

### Classifica generale
| Pos. | Corridore             | Squadra         | Tempo     |
| ---- | --------------------- | --------------- | --------- |
| 1    | Andrej Kašečkin       | Crédit Agricole | 20h46'30" |
| 2    | Tomas Konecny         | T-Mobile        | a 22"     |
| 3    | Christian Pfannberger | eD'system-ZVVZ  | a 1'22"   |
| 4    | Stephan Schreck       | T-Mobile        | a 1'47"   |
| 5    | Matthé Pronk          | Bankgiroloterij | a 3'40"   |
| 6    | Enrico Poitschke      | Team Wiesenhof  | a 4'06"   |
| 7    | Stefan Kupfernagel    | Team Lamonta    | a 4'17"   |
| 8    | Michael Rich          | Gerolsteiner    | a 4'23"   |
| 9    | Óscar Freire          | Rabobank        | a 5'26"   |
| 10   | Mathew Hayman         | Rabobank        | a 6'25"   |